# Orfeo Vecchi
Ne doit pas être confondu avec Orazio Vecchi.
Orfeo Vecchi (ca. 1551-1603) né à Verceil est un compositeur et chef de chœur italien. Sa nomination la plus importante fut celle de maître de chapelle à Santa Maria de la Scala à Milan.
Ses premières compositions encore existantes datent de 1588 .

## Biographie
Vecchi est né  à Verceil aux alentours de l'année 1551,   et a été éduqué dans la Cathédrale de Verceil. En 1580, grâce à   sa jeunesse et à la formation qu’il avait reçue,  Charles Borromée  le nomme au poste nouvellement créé de maestro di cappella à Santa Maria de la Scala . Borromée l’investit d’ordres mineurs en 1581, afin de répondre aux exigences d'une règle  de la cathédrale  de 1565, selon laquelle les musiciens devaient être choisis parmi les membres du clergé .  Néanmoins, la nomination de Vecchi à cette  position resta controversée, si bien que deux ans plus tard il prit une position  équivalente à la cathédrale de Verceil . Il revint à Santa Maria de la Scala quatre ans plus tard. Il fut nommé, mais sans succès, à une fonction d'aumônier à l'autel de San Giovanni . En 1591, il chanta un plain-chant ambrosien lorsqu’il se présenta à la position de « mansionarius » à Santa Maria de la Scala  et remporta le poste . Il est mort le 26 novembre 1603

## Accomplissements
Vecchi a été un compositeur prolifique de musique sacrée dans le style 
post-tridentin , et devint en son temps le  plus important compositeur de musique sacrée de Milan  .  Sous son mandat à Santa Maria de la Scala, l'institution reprit  sa place de meilleur établissement musical à Milan. Son influence sur le compositeur anglais Peter Philips fut significative. Sa réputation devint telle qu'un recueil  de ses œuvres fut publié dans son intégralité et ce, en dehors de Milan .

## Compositions
Il est surtout connu pour ses deux recueils de « madrigaux sacrés », La Donna vestita di sole (1590) et Scielta de Mardrigali (1604). Le second d'entre eux, publié par son frère un an après sa mort, contient des œuvres empruntées aux madrigaux profanes d'autres compositeurs tels  Claudio Merulo, Giovanni Pierluigi da Palestrina ou encore Jacques de Wert et modifiées en motets avec des textes sacrés latins substitués aux paroles originales  . Vecchi a été remarqué pour son travail d’arrangement et sa  manière de rendre les mots plus clairs pour l'auditeur . Il était également connu pour la rapidité avec  laquelle il  pouvait écrire des musiques pour de larges ensembles . Sa production de motets, de psaumes, de  messes, et autres œuvres musicales fut inégalée en son temps,.